# Розсошинська сільська рада
Розсоши́нська сільська рада (рос. Рассошинский сельский совет) — сільське поселення у складі Алтайського району Алтайського краю Росії.
Адміністративний центр та єдиний населений пункт — село Розсоші.

## Населення
Населення — 995 осіб (2019; 1051 в 2010, 1016 у 2002).